# Ватьярты
Ватьярты (также Ватьяр-Ты, Ватьер-Ты) — озеро в Заполярном районе Ненецкого автономного округа, расположено на просторах Большеземельской тундры, в незаселённой местности, в 99 км к восток-северо-востоку от ближайшего постоянного поселения, посёлка Хорей-Вер.

## Общие сведения
Площадь озера 23,6 км². Высота над уровнем моря — 113 м. Глубина достигает 2 м. Протяжённость озера 9,7 км, ширина достигает 3,7 км в центральной части. Площадь водосбора составляет 102 км2.

## Описание
Озеро Ватьярты имеет неправильную форму, вытянутую с юго-запада на северо-восток, береговая линия умеренно изрезана. Впадает несколько ручьёв, а также реки Старик-Тывис (на юго-западе) и Комашор (на северо-востоке). На юго-востоке вытекает река Ватьяртывис, относящаяся к бассейну Баренцева моря. Острова отсутствуют, вдоль восточного берега тянутся песчаные отмели. Для берегов характерна тундрово-кустарниковая растительность. Оленеводы используют местность в качестве пастбищ. Кроме того, акватория озера включена в территорию Хасырейского нефтяного месторождения.
В озере обитает европейский хариус.